# Ханджян, Давид Акопович
Давид Акопович Ханджян (арм. Դավիթ Հակոբի Խանջյան; 7 июля 1940, Ереван, Армянская ССР, ныне Армения — 14 марта 1981, там же) — армянский дирижёр, пианист и композитор. Заслуженный деятель искусств Армянской ССР (1977).

## Биография
Родился в семье скрипача Акопа Ханджяна и оперной певицы Татевик Сазандарян. В 1963 году окончил Ереванскую консерваторию (класс Михаила Малунцяна). Совершенствовался в Венской консерватории у Ханса Сваровски. В 1968—1974 годах был дирижёром ряда музыкальных коллективов. С 1974 года до своей смерти становится главным дирижёром и художественным руководителем Государственного симфонического оркестра Армении.

## Память
Известный армянский композитор Авет Тертерян посвятил Ханджяну свою Четвёртую симфонию.

## Награды
- 1977 — Заслуженный деятель искусств Армянской ССР